# Pie postulatio voluntatis

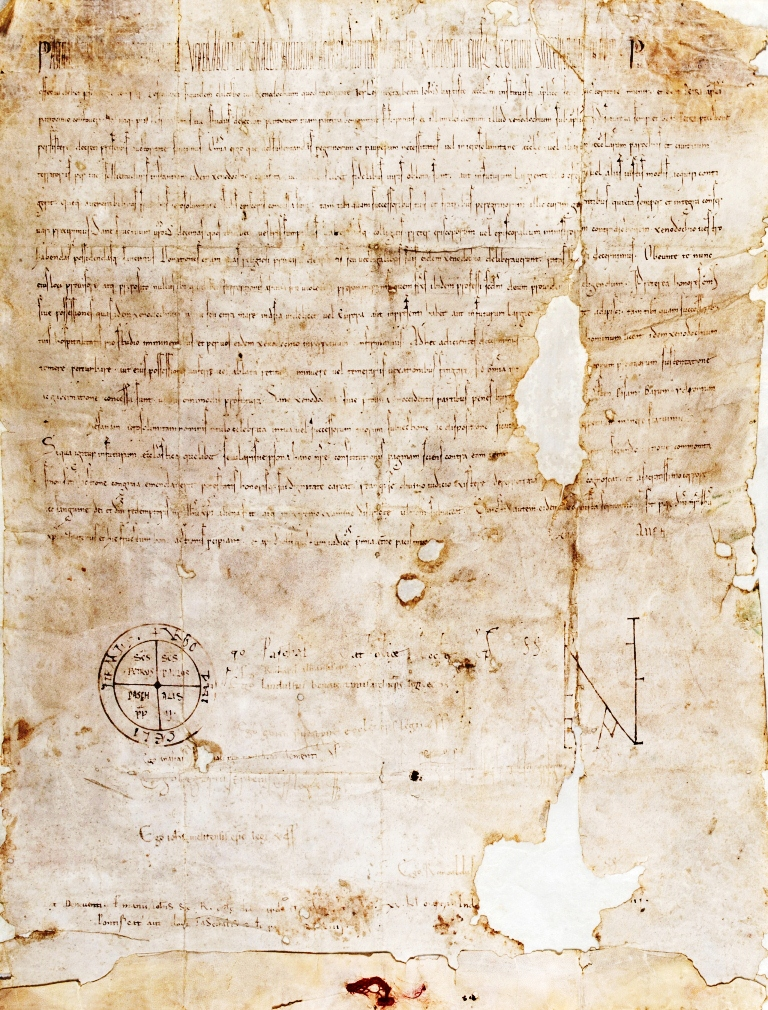
Pie postulatio voluntatis

Pie postulatio voluntatis (pol. Najpobożniejsza prośba) – bulla papieska wydana 15 lutego 1113 przez papieża Paschalisa II, w której papież formalnie uznał ustanowienie rycerzy Szpitalników i potwierdził ich niezależność i suwerenność. Obecnie dokument jest przechowywany w Bibliotece Narodowej Malty w Valletcie na Malcie.

## Tło
Początki Rycerzy Szpitalników sięgają około 1048, kiedy kalif fatymidzki Ma’add al-Mustansir bi-Allah wydał pozwolenie kupcom z Republiki Amalfi na budowę szpitala w Jerozolimie. Społeczność, która zarządzała szpitalem, podczas pierwszej krucjaty około 1099 usamodzielniła się pod przywództwem wielkiego mistrza bł. Gerarda.

## Bulla

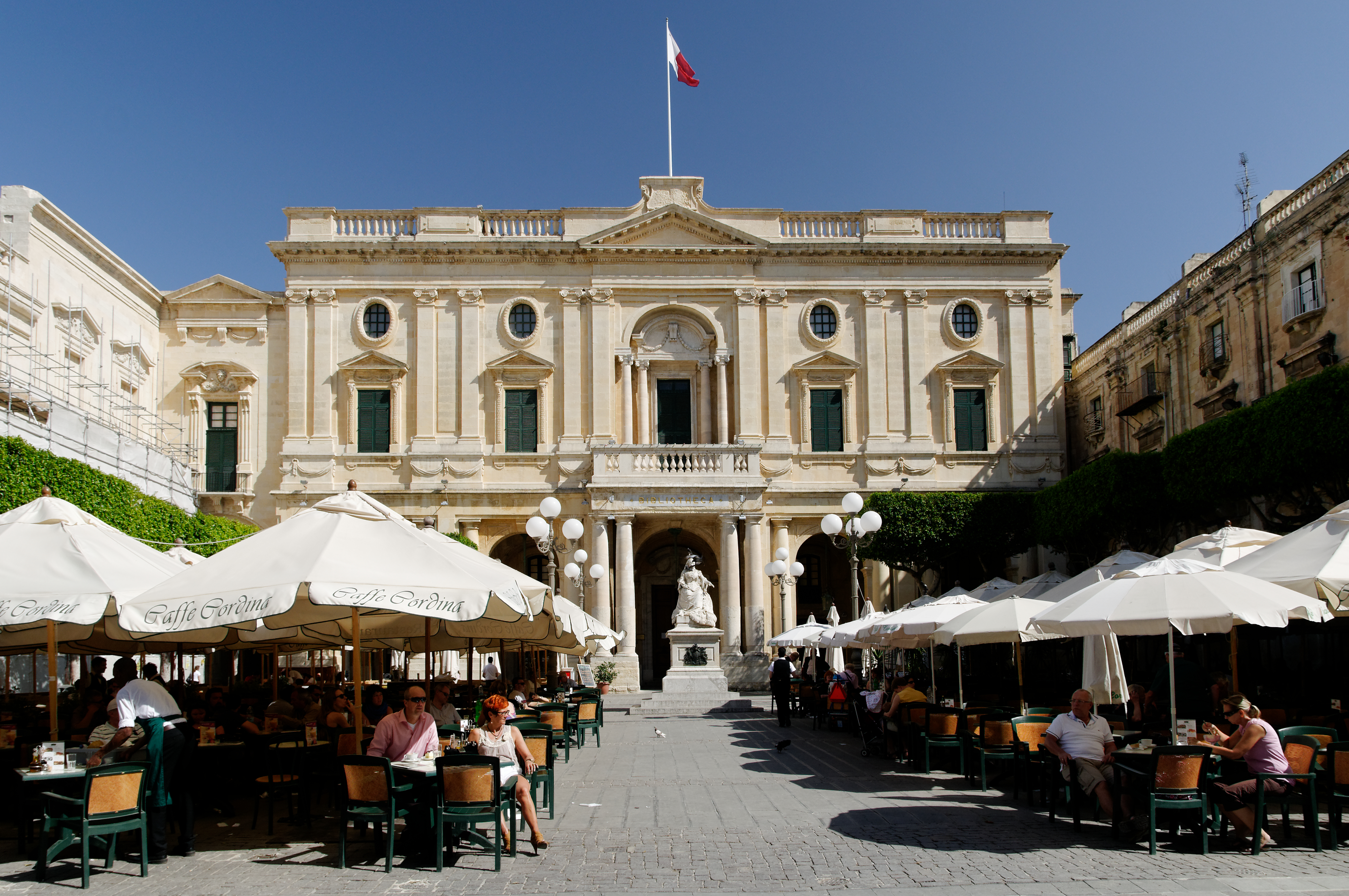
Bulla jest przechowywana w Narodowej Bibliotece Malty w Valletcie

Papież Paschalis II nadał bł. Gerardowi bullę 15 lutego 1113. Formalnie uznał w niej fundację szpitala, który stał się zakonem świeckim pod wyłączną opieką Kościoła. Bulla dawała Zakonowi prawo wyboru wielkich mistrzów bez ingerencji władz zewnętrznych. Rycerze Zakonu związani byli trzema ślubami: ubóstwa, czystości i posłuszeństwa.
Bulla stanowiła podstawę prawną niepodległości i suwerenności Zakonu.
Dokument jest przechowywany w Bibliotece Narodowej Malty w Valletcie na Malcie.

## Upamiętnienie
900. rocznicę wydania bulli papieskiej Suwerenny Rycerski Zakon Maltański (SMOM) upamiętnił dwudniową międzynarodową konferencją w Rzymie, w której wzięło udział około 5000 osób. Konferencja rozpoczęła się 7 lutego 2013, a zakończyła się 9 lutego mszą świętą odprawioną przez kardynała Tarcisio Bertone w bazylice św. Piotra. Oddziały SMOM na całym świecie również obchodziły tę rocznicę wieloma wydarzeniami.
Z okazji rocznicy Poste Magistrali, poczta Zakonu emitowała zestaw dwóch znaczków, a urząd pocztowy Malty MaltaPost wydał bloczek.